# Эрсой, Шюкрю
Шюкрю Эрсой (тур. Şükrü Ersoy, 14 января 1931, Стамбул, Турция) — турецкий футболист, игравший на позиции вратаря. По завершении игровой карьеры — тренер. Выступал, в частности, за клуб «Фенербахче», а также национальную сборную Турции. Двукратный чемпион Турции. Двукратный обладатель Кубка Турции (как тренер).

## Клубная карьера
Во взрослом футболе дебютировал в 1949 году выступлениями за команду клуба «Вефа», в которой провёл четыре сезона и принял участие в 35 матчах чемпионата.
В течение 1953—1954 годов защищал цвета команды клуба «Анкарагюджю».
Своей игрой за последнюю команду привлек внимание представителей тренерского штаба клуба «Фенербахче», к составу которого присоединился в 1954 году. Сыграл за стамбульскую команду следующие восемь сезонов своей игровой карьеры. За это время дважды завоевывал титул чемпиона Турции.
Завершил профессиональную игровую карьеру в клубе «Аустрия» (Зальцбург), за команду которого выступал на протяжении 1962—1964 годов.

## Выступления за сборную
В 1950 году дебютировал в официальных матчах в составе национальной сборной Турции. В течение карьеры в национальной команде, которая длилась 8 лет, провёл в форме главной команды страны 8 матчей и пропустил 22 мяча. В составе сборной был участником чемпионата мира 1954 года в Швейцарии.

## Карьера тренера
Начал тренерскую карьеру в 1967 году, возглавив тренерский штаб клуба «Балыкесирспор».
С 1968 по 1978 год возглавлял команды клубов «Кайсери Эрджиесспор», «Манисаспор», «Трабзонспор» и «Денизлиспор».
В 1979 году стал главным тренером команды «Фенербахче», тренировал стамбульскую команду один год.
Последним местом тренерской работы был клуб «Алтай» (Измир), главным тренером команды которого Шюкрю Эрсой был в течение 1980 года.

## Титулы и достижения

### В качестве игрока
- Чемпионат Турции (2):

«Фенербахче»: 1959, 1960/1961

### В качестве тренера
- Обладатель Кубка Турции (2):

«Фенербахче»: 1978/1979
«Алтай» (Измир): 1979/1980